# Phare de Sainte Catherine
Le phare de Sainte Catherine est un phare maritime situé en bout de la jetée du port de Saint-Martin, à Jersey. Il est géré par l'autorité portuaire de Jersey.

## Histoire
Le feu actuel est installé sur une tourelle métallique construite au-dessus d'un édifice en pierre qui renferme l'installation. Le phare est entièrement peint en blanc.
Il est situé en bout du brise-lame Sainte-Catherine dont les travaux avaient été menés entre 1847 et 1855. Il a été édifié par la Grande Bretagne au temps de la guerre napoléonienne qui avait besoin d'un port pour la Royal Navy. Il émet un flash blanc toutes les 1.5 secondes.
Le phare original a été transféré pour être exposé à l'extérieur de l'entrée du Musée Maritime de Jersey à Saint-Hélier, géré par l'association Jersey Heritage.

### Lien connexe
- Liste des phares des Îles Anglo-Normandes